# Žďár (powiat Jindřichův Hradec)
Žďár – wieś i gmina w Czechach, w powiecie Jindřichův Hradec, w kraju południowoczeski.
1 stycznia 2017 gminę zamieszkiwało 97 osób, a ich średni wiek wynosił 44,3 roku.